# Gmina Dubrava
Gmina Dubrava (chorw. Općina Dubrava) – gmina w Chorwacji, w żupanii zagrzebskiej. W 2011 roku liczyła  5245 mieszkańców.